# Grand Gendarme (Sierre)
Grand Gendarme är en bergstopp i Schweiz. Den ligger i distriktet Sierre och kantonen Valais, i den södra delen av landet. Toppen på Grand Gendarme är 4 329 meter över havet.
Den högsta punkten i närheten är Weisshorn, 4 506 meter över havet, sydöst om Grand Gendarme.
Trakten runt Grand Gendarme består i huvudsak av kala bergstoppar och isformationer.